# 一個孤獨漫步者的遐想
《一个孤独漫步者的遐想》（法語：Les rêveries du promeneur solitaire），是法国启蒙思想家让-雅克·卢梭的作品之一，文章写于1776到1778年的法国巴黎，于作者身后发表。卢梭当时由于《对话》（Dialogues）这部作品而声名大噪，加之孤独和多疑的天性，又或许是由于康帝王子路易.弗朗索瓦的离世，卢梭遭到了流放。避难到Ermenonville城堡（château d'Ermenonville）的卢梭在此记录了其生前最后两年的笔触。《一个孤独漫步者的遐想》是一部具有哲学思想的自传体作品，由十次“漫步”组成，更像是一种作者随笔写来的“遐想日记”，记录了其对人类和精神世界的本质的思考。在这部作品中，卢梭通过一种哲学视角来阐述幸福，平和，隔离，以及人与自然的关系。